# Seven Tour
A Seven Tour egy koncert turné a brit énekes-dalszerző Lisa Stansfield által, mely a Seven című stúdióalbum népszerűsítése céljából 2013. május 16-án kezdődött Párizsban, és 2014. november 4-én ért véget Lettországban. A koncert a manchesteri állomáson lett rögzítve 2014. szeptember 7-én, mely egy várhatóan DVD-n is megjelenő kiadványként Live in Manchester címmel 2015. augusztus 25-én jelent meg.

## Turné dátumok
| Dátum                | Város                | Ország             | Helyszín                           |
| -------------------- | -------------------- | ------------------ | ---------------------------------- |
| Európa               |                      |                    |                                    |
| 2013. május 16.      | Párizs               | Franciaország      | Le Divan du Monde                  |
| 2013. május 18.      | Amszterdam           | Hollandia          | North Sea Jazz Club                |
| 2013. május 20.      | Berlin               | Németország        | Quasimodo                          |
| 2013. május 22.      | Frankfurt            | Németország        | Gibson                             |
| 2013. május 23.      | Zürich               | Svájc              | Kaufleuten                         |
| 2013. május 24.      | Milánó               | Olaszország        | Magazzini Generali                 |
| 2013. június 10.     | York                 | Egyesült Királyság | Opera House                        |
| 2013. június 11.     | Edinburgh            | Egyesült Királyság | Queen’s Hall                       |
| 2013. június 12.     | Newcastle            | Egyesült Királyság | Mill Volvo Tyne Theatre            |
| 2013. június 14.     | London               | Egyesült Királyság | Hampton Court Palace               |
| 2013. június 15.     | Manchester           | Egyesült Királyság | The Lowry Lyric                    |
| 2013. június 16.     | Birmingham           | Egyesült Királyság | Symphony Hall                      |
| 2013. július 21.     | Castel Gandolfo      | Olaszország        | Castel Romano Designer Outlet      |
| 2013. július 26.     | Noventa di Piave     | Olaszország        | Noventa di Piave Designer Outlet   |
| 2013. július 27.     | Serravalle Scrivia   | Olaszország        | Serravalle Designer Outlet         |
| 2013. július 28.     | Barberino di Mugello | Olaszország        | Barberino Designer Outlet          |
| 2013. szeptember 17. | Moszkva              | Oroszország        | Hotel Metropol Moscow              |
| 2013. szeptember 18. | Isztambul            | Törökország        | Cemil Topuzlu Open-Air Theatre     |
| 2013. november 3.    | Bexhill-on-Sea       | Egyesült Királyság | De La Warr Pavilion                |
| 2013. november 4.    | Bournemouth          | Egyesült Királyság | Pavilion Theatre                   |
| 2013. november 5.    | Manchester           | Egyesült Királyság | Bridgewater Hall                   |
| 2013. november 7.    | Bristol              | Egyesült Királyság | Colston Hall                       |
| 2013. november 8.    | London               | Egyesült Királyság | IndigO2                            |
| 2014. május 3.       | London               | Egyesült Királyság | G-A-Y                              |
| 2014. május 8.       | Zurich               | Svájc              | Volkshaus                          |
| 2014. május 9.       | Frankfurt            | Németország        | Frankfurt Palais                   |
| 2014. május 10.      | Hamburg              | Németország        | CCH2                               |
| 2014. május 12.      | Bréma                | Németország        | Musical Theater                    |
| 2014. május 14.      | Amszterdam           | Hollandia          | Melkweg                            |
| 2014. május 16.      | Párizs               | Franciaország      | Le Trianon                         |
| 2014. május 17.      | Antwerpen            | Belgium            | Arenberg                           |
| 2014. május 19.      | Köln                 | Németország        | Theater Am Tanzbrunnen             |
| 2014. május 20.      | München              | Németország        | Circus Krone                       |
| 2014. május 22.      | Stuttgart            | Németország        | Hegelsaal                          |
| 2014. május 23.      | Mannheim             | Németország        | Rosengarten                        |
| 2014. május 24.      | Bispingen            | Németország        | Baltic Soul Weekender Weissenhuser |
| 2014. május 26.      | Berlin               | Németország        | Friedrichstadt-Palast              |
| 2014. május 28.      | Padua                | Olaszország        | Granteatro Geox                    |
| 2014. május 29.      | Bologna              | Olaszország        | Teatro Manzoni                     |
| 2014. május 30.      | Bécs                 | Ausztria           | WUK                                |
| 2014. június 1.      | Szófia               | Bulgária           | National Palace of Culture         |
| 2014. június 7.      | Andorra la Vella     | Andorra            | City Square                        |
| 2014. szeptember 5.  | Birmingham           | Egyesült Királyság | Symphony Hall                      |
| 2014. szeptember 6.  | Gateshead            | Egyesült Királyság | Sage                               |
| 2014. szeptember 7.  | Manchester           | Egyesült Királyság | Bridgewater Hall                   |
| 2014. szeptember 9.  | Northampton          | Egyesült Királyság | Derngate Theatre                   |
| 2014. szeptember 10. | London               | Egyesült Királyság | Royal Festival Hall                |
| 2014. szeptember 12. | York                 | Egyesült Királyság | Barbican                           |
| 2014. szeptember 13. | Glasgow              | Egyesült Királyság | O2 Academy                         |
| 2014. szeptember 15. | Reading              | Egyesült Királyság | Hexagon                            |
| 2014. szeptember 16. | Southend-on-Sea      | Egyesült Királyság | Cliffs Pavilion                    |
| 2014. szeptember 17. | Guildford            | Egyesült Királyság | G Live                             |
| 2014. október 23.    | Zwolle               | Hollandia          | Hedon                              |
| 2014. szeptember 24. | Zoetermeer           | Hollandia          | Boerderij                          |
| 2014. szeptember 26. | Mondorf-les-Bains    | Luxemburg          | Casino 2000                        |
| 2014. október 27.    | Basel                | Svájc              | Event Hall                         |
| 2014. október 29.    | Mainz                | Németország        | Frankfurter Hof                    |
| 2014. október 30.    | Essen                | Németország        | Colosseum Theatre                  |
| 2014. november 1.    | Prága                | Csehország         | Lucerna Hall                       |
| 2014. november 3.    | Varsó                | Lengyelország      | Torwar Hall                        |
| 2014. november 4.    | Riga                 | Litvánia           | Arena Riga                         |

## A koncerten elhangzott dalok

### A 2013-as koncert állomásokon elhangzott dalok
1. "Can't Dance" Intro
2. "Set Your Loving Free"
3. "Mighty Love"
4. "Never, Never Gonna Give You Up"
5. "Stupid Heart"
6. "The Real Thing"
7. "Big Thing"
8. "Time to Make You Mine"
9. "Make Love to Ya"
10. "Change"
11. "All Woman"
12. "What Did I Do to You?"
13. "People Hold On"
14. "Someday (I'm Coming Back)"
15. "Conversation"
16. "Live Together"
17. "Can't Dance"
18. "All Around the World"
19. "Down in the Depths"

### A 2014-es koncert állomásokon elhangzott dalok
1. "Can't Dance"
2. "Set Your Loving Free"
3. "The Real Thing"
4. "Stupid Heart"
5. "Never, Never Gonna Give You Up"
6. "So Be It"
7. "8-3-1"
8. "Make Love to Ya"
9. "Change"
10. "There Goes My Heart"
11. "Time to Make You Mine"
12. "Picket Fence"
13. "What Did I Do to You?"
14. "People Hold On"
15. "Someday (I'm Coming Back)"
16. "Conversation"
17. "Carry On"
18. "All Around the World"
19. "The Rain"
20. "The Love in Me"
21. "Live Together

## Közreműködő személyzet
- Utazásszervező, hangmérnök: Walter Jacquiss
- Utazási asszisztens: Cally Harris, 2013. május
- Utazási asszisztens: Sooze Moyes, 2013. június – jelen
- Színpad menedzser, backline tech: Stephen Curran
- Monitormérnök: Colm Meade

### Együttes
- Ének: Lisa Stansfield
- Billentyűs hangszerek, zenei rendező: Dave Oliver
- Billentyűs hangszerek, gitár: Ian Devaney
- Trombita: John Thirkell
- Szaxofon, fuvola: Mickey Donnelly
- Ütős hangszerek: Snowboy
- Dobok: Davide Giovannini
- Basszusgitár: Davide Mantovani
- Háttérének: Andrea Grant (az Egyesült Királyság és az európai fellépéseken 2013 és 2014-ben.)
- Háttérének: Wendi (Ruby) Rose (2014. őszi európai fellépéseken)
- Gitár: Al Cherry (az Egyesült Királyságbani fellépéseken: 2013. novemberben)
- Gitár: Terry Lewis (Egyesült Királyság és Európai fellépések során: 2014. május – november között)
- Háttérének: Lorraine Cato-Price (az Egyesült Királyság fellépései során: 2013 és a londoni fellépésein 2014 szeptemberében).